# Bocksberg Relay Site

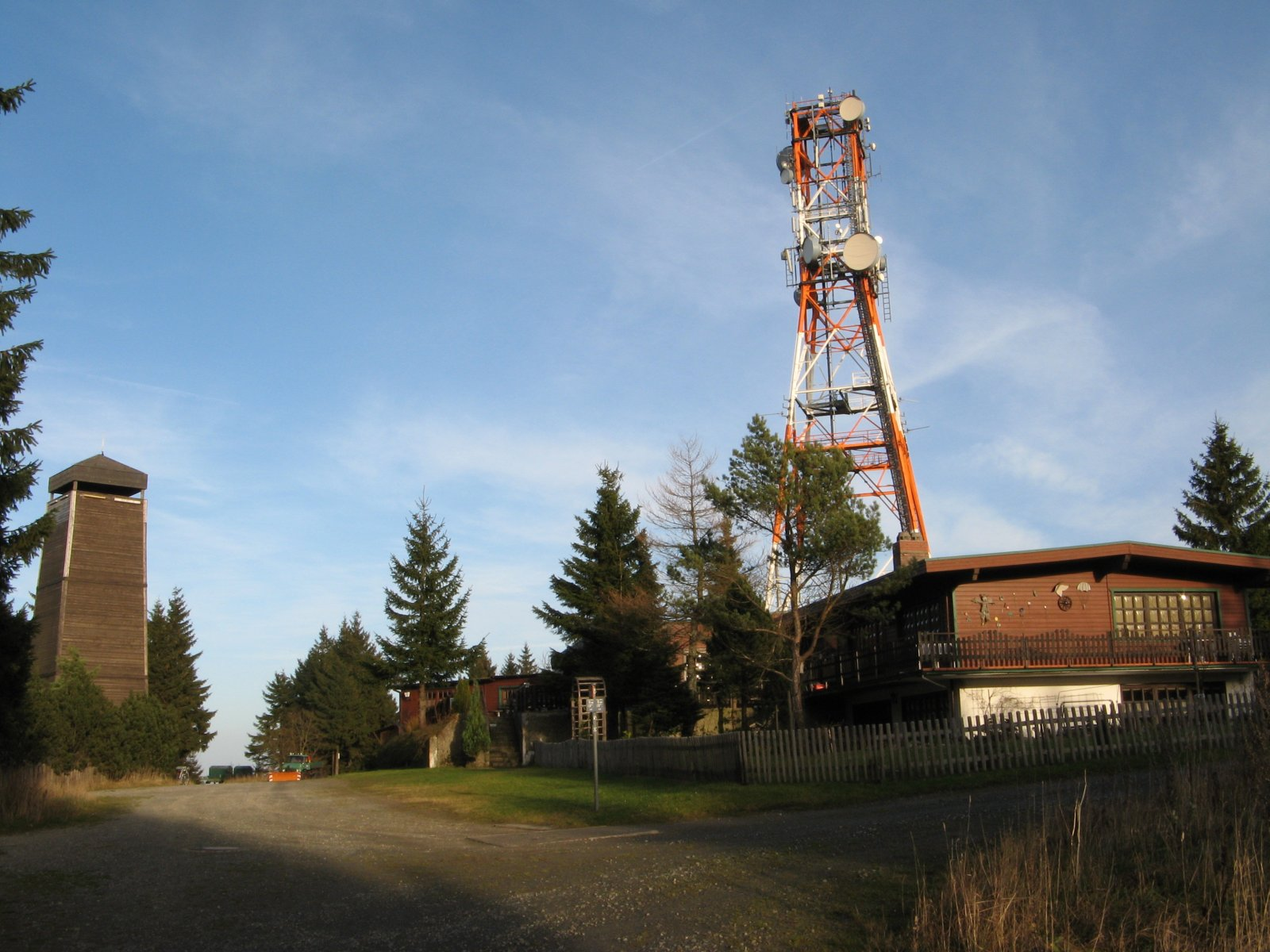
Gittermast auf dem Bocksberg

Die Bocksberg Relay Site (BBG) war während des Kalten Krieges eine militärische Funkrelaisstation auf dem Bocksberg, einem etwa 727 m ü. NHN hohen Berg im Harz nahe dem niedersächsischen Goslar.
Die Anlage wurde durch die US-Armee von 1950 bis zum 10. September 1992 betrieben. Für den Betrieb verantwortlich waren folgenden Einheiten:
- 5th Signal Command (Stammstandort Mannheim)
- 102nd Signal Battalion von 1955 bis 1967
- 4th Signal Group

Teilweise arbeitete auch Personal der Signal Support Company Berlin im Objekt.
Auf dem damals 62 Meter hohen Gittermast waren mehrere große Parabolantennen installiert. Von der Relais-Station bestand jeweils eine Richtfunkverbindung durch Troposcatter-Verbindung (Troposphärenfunk) nach West-Berlin und zum Köterberg bei Holzminden, wahrscheinlich noch eine weitere nach Helmstedt oder Linderhofe. Die Station auf dem Köterberg hatte ihrerseits Verbindungen nach Rothwesten bei Kassel, Schwarzenborn und möglicherweise weitere Richtfunkstrecken. Rothwesten und Schwarzenborn fungierten als zentrale Stellen mit zahlreichen weiteren Verbindungen und waren Teil des DEB (Digital European Backbone). Auf dessen Infrastruktur wurde bis 1989 auch vom US-Handelsministerium ein 18-monatiger Test zur Digitalen Mikrowellenübertragungsnetzleistung und Ausbreitungsmessung durchgeführt.
Die Fernmeldestation war recht klein, sie bestand nur aus dem Gittermast, zwei Baracken, einem Trafohaus, dem Basketball-Korb, einem Hubschrauberlandeplatz und dem Zaun. Sie gehörte zum Army Command and Administration Network (ACAN), einem administrativen Kommunikationsnetzwerk der US-Streitkräfte.
Die Bocksberg Relay Station wurde am 10. September 1992 außer Dienst gestellt und stillgelegt. Praktisch die gesamte Anlage ist noch vorhanden, lediglich die Hochfreuenz-Technik samt Antennen wurde demontiert und der Mast auf 54 Meter gekürzt. Heute sind auf dem Antennenträger Strahler von Mobilfunkbetreibern montiert. Der Mast ist Eigentum von Vodafone Deutschland und dient als Ausbildungsmast Nord für die Arbeit und das Retten sowie Selbstsichern in und aus Höhen.